# HMS Formidable (67)
Pour les autres navires du même nom, voir HMS Formidable.
Le HMS Formidable est un porte-avions britannique de la classe Illustrious. Il est actif pendant la Seconde Guerre mondiale.

## Histoire
Le Formidable a été commandé dans le cadre du programme naval de 1937 à Harland & Wolff. La quille a été posée au chantier naval de Belfast le 17 juin 1937 sous le numéro de chantier 1007 et le navire lancé le 17 août 1939. Juste avant le début de la cérémonie de lancement, le berceau en bois soutenant le navire s'est effondré et le navire a glissé le long de la cale de halage alors que les ouvriers étaient encore sous et autour du navire. Un spectateur a été tué par des débris volants et au moins 20 autres ont été blessés; le Formidable, cependant, n'a pas été endommagé. En raison de l'incident, le porte-avions a été appelé "Le navire qui s'est lancé lui-même". Il a été commissionné le 24 novembre 1940.
Après un très bref travail de préparation, les bombardiers-torpilleurs Fairey Albacore des 826 et 829 Squadrons et les chasseurs Fairey Fulmar du 803 Squadron sont arrivés à bord et il a rejoint la Home Fleet à Scapa Flow le 12 décembre 1940. Son séjour y fut bref car, escorté par les croiseurs lourds HMS Dorsetshire et HMS Norfolk, il appareilla le 18 décembre pour protéger les convois et rechercher le croiseur allemand Admiral Scheer, qui avait récemment attaqué le convoi HX 84 dans l'Atlantique Nord. Ils n'ont pas réussi à trouver l'assaillant et ont escorté le convoi jusqu'au Cap, en Afrique du Sud, arrivant le 22 janvier 1941. Quatre jours plus tard, le navire a reçu l'ordre de remplacer son sister-ship Illustrious dans la Mediterranean Fleet après qu'il a eu été gravement endommagé par un bombardement allemand. En route, il en a profité pour attaquer les forces italiennes en Somalie et en Érythrée. Ils ont coulé le vapeur Moncalieri de 5 723 tonnes brutes (GRT) le 12 février pour la perte de deux Albacores.

### Bataille du cap Matapan
Plusieurs semaines plus tard, il a fait un transit prudent dans le canal de Suez récemment miné et a atteint Alexandrie le 10 mars 1941. Le 829e Escadron a reçu des bombardiers-torpilleurs Fairey Swordfish pour remplacer ses pertes à cette époque. Le 20 mars, le Formidable escorte un convoi jusqu'à Malte et fait décoller cinq avions pour la Crète tout en revenant à Alexandrie. Dans la matinée du 27 mars, des éléments majeurs de la flotte italienne ont été repérés en route vers les voies maritimes entre l'Égypte et la Grèce, et le porte-avions a navigué plus tard dans l'après-midi avec une force de trois cuirassés, croiseurs et destroyers sous le commandement de l'amiral Sir Andrew Cunningham, pour les intercepter. Renforcée par trois Fulmars du 806 Squadron, son groupe aérien ne comptait que 13 Fulmars, 10 Albacores et 4 Swordfish. Un Albacore a repéré les principaux navires italiens le lendemain matin; une force de frappe de six Albacores a été chargée de torpilles et a commencé à attaquer le cuirassé italien Vittorio Veneto. Deux bombardiers allemands Junkers Ju 88 sont intervenus, mais ils ont été chassés par la paire de Fulmars qui les escortait. L'attaque a échoué, et une autre force de frappe de trois Albacores et deux Swordfish a été préparée. Peu de temps après les avoir lancés à 12h22, le Formidable a été attaqué sans succès par une paire de bombardiers Savoia-Marchetti SM.79 porteurs de torpilles. Vers 14h50, un Albacore réussit à torpiller le cuirassé italien, bien que l'autre appareil le rate. Le coup a brièvement coupé ses moteurs et provoqué de fortes inondations. Une autre frappe aérienne de six Albacores et de deux Swordfish a été lancée à 17h30 pour achever le cuirassé paralysé, mais ils ont confondu le croiseur italien Pola avec le cuirassé dans la lumière déclinante. Le croiseur a été touché par une seule torpille de l'un des avions, peut-être de l'un des deux Swordfish du 815 Squadron de Maleme, en Crète, qui s'est relié à l'avion de Formidable avant l'attaque. L'erreur a permis au cuirassé d'atteindre le port. Un Albacore a été abattu par le Vittorio Veneto, et deux autres ont été forcés d'abandonner après avoir manqué de carburant pendant les opérations de la journée. Cunningham a cependant continué la poursuite des navires italiens dans la nuit. Ignorant la poursuite de Cunningham, un escadron de croiseurs et de destroyers reçut l'ordre de revenir et d'aider le Pola. Cet escadron comprenait les navires jumeaux de Pola, le Zara et le Fiume tandis que Vittorio Veneto et les autres navires continuaient vers Tarente. Dans l'obscurité et sans radar, les croiseurs italiens ont été complètement pris par surprise et les trois cuirassés plus le Formidable ont pu approcher les 3 800 yards (3 500 m) – à bout portant des canons des cuirassés – au point où ils ont ouvert le feu. Après seulement trois minutes, le Fiume et le Zara avaient été détruits. Le Formidable qui était en troisième ligne derrière le HMS Warspite et le HMS Valiant et devant le HMS Barham a reçu l'ordre d'ouvrir le feu avec ses canons de 4,5 pouces bien que l'ordre ait été presque immédiatement annulé et il a reçu l'ordre de sortir de la ligne dès qu'il fut réalisé qu'un tel navire de valeur était trop proche des unités de surface ennemies. Néanmoins certains des canons de 4,5 pouces de Formidable ont en fait tiré une salve lors de l'une des rares occasions de la Seconde Guerre mondiale au cours de laquelle un porte-avions a tiré son armement principal sur des navires de guerre ennemis.
Le 18 avril, la flotte méditerranéenne est sortie pour bombarder le principal port de ravitaillement de l'Axe à Tripoli et a été attaquée par une paire de SM.79 porteurs de torpilles en provenance de Rhodes. Ils ont été interceptés par une paire de Fulmar qui ont suffisamment endommagé un bombardier pour qu'il s'écrase à sa base, bien qu'un Fulmar ait également été contraint de s'écraser à bord du Formidable. Le lendemain, des Fulmar du 806 Squadron ont abattu un bombardier CANT Z.1007 volant de Cyrénaïque à la Sicile et une paire de Junkers Ju 52 transportant du carburant vers l'Afrique du Nord. Le matin du 21 avril, des fusées éclairantes ont été utilisées pour éclairer le port afin de bombarder trois cuirassés et un croiseur léger. Sur le chemin du retour, une paire de Fulmar a abattu un hydravion Dornier Do 24.
Lors de l'évacuation de la Grèce, le Formidable a assuré la couverture aérienne du convoi GA-15 le 29 avril. Un Fulmar du 803e Escadron a été contraint d'abandonner le 2 mai avant que le porte-avions ne retourne à Alexandrie le lendemain. Il prend la mer le 6 mai pour assurer la couverture aérienne des convois impliqués dans l'opération Tigre. Le matin du 8 mai, une paire de Fulmar a affirmé avoir abattu une paire de Z.1007 à la recherche de la flotte ; un Fulmar n'est pas revenu. Plus tard dans l'après-midi, les chasseurs ont abattu quatre bombardiers allemands Heinkel He 111 au prix d'un Fulmar forcé de s'écraser. Deux Albacores et un Fulmar se sont écrasés pour des raisons non liées au combat pendant la journée. Le lendemain, une paire de Fulmar du 806 Squadron a gravement endommagé un bombardier de reconnaissance Ju 88 qui s'est écrasé à sa base en Sicile. Alors que la flotte et le convoi Tigre approchaient d'Alexandrie le 11 mai, une paire de Fulmar a attaqué une formation de Ju 88, endommageant un bombardier ; un Fulmar et un autre Ju 88 ont été vus tomber ensemble vers la mer. De nombreux Fulmar ont été rendus inutilisables pendant l'opération et Formidable n'a pas été en mesure de fournir une couverture aérienne jusqu'à ce qu'ils soient réparés.
Le 26 mai, la flotte partit pour un raid à l'aube sur la base de Scarpanto le lendemain ; le navire ne pouvait rassembler qu'un total de 12 fulmars, 15 albacores et swordfishs. Six Albacores et quatre Fulmars ont attaqué la base aérienne, détruisant un Ju 88 et endommageant deux autres. Un transport italien Savoia-Marchetti SM.81 et six chasseurs Fiat CR.42 Falco ont également été endommagés. Plus tard dans la matinée, alors que la flotte retournait en Égypte, les Fulmar abattirent un He 111 et deux Ju 88 pour la perte d'un Fulmar forcé d'atterrir à bord du porte-avions et d'un autre forcé d'amerrir. A 13h10, une formation de bombardiers en piqué Junkers Ju 87 Stuka a été repérée depuis II./StG 2 ; basé à Cyrenica; ils recherchaient des navires de ravitaillement à destination de Tobrouk et non impliqués dans la bataille de Crète. Ils ont frappé le Formidable avec deux bombes de 1 000 kilogrammes (2 200 lb) et ont soufflé la proue de son destroyer d'escorte HMS Nubian. Les bombes ont tué 12 hommes et en ont blessé 10 ; une bombe a traversé complètement la partie extérieure du pont d'envol avant tribord et a explosé avant de toucher l'eau, criblant le côté de la coque de trous. Une explosion a également fait un grand trou dans le côté tribord du navire sous l'eau. La paire de Fulmars en Combat Air Patrol (CAP) a abattu l'un des Stukas qui avait largué sa bombe et a pu atterrir à bord peu de temps après, bien que les décollages n'aient pu être effectués qu'à 18h00.
Le Formidable arriva à Alexandrie le lendemain et débarqua son groupe aérien. Elle a reçu des réparations d'urgence avant de partir le 24 juillet pour des réparations permanentes au chantier naval de Norfolk aux États-Unis, le 829e Escadron restant à bord avec ses Albacores pour assurer des patrouilles anti-sous-marines pendant le voyage. Il est arrivé le 25 août et les réparations ont été accomplies au début de décembre. Après plusieurs jours d'essais en mer, il s'embarque pour la Grande-Bretagne en compagnie de l'Illustrious le 12 décembre. Dans la nuit du 15 au 16 décembre, l'Illustrious est entré en collision avec la poupe du Formidable, mais aucun des deux navires n'a été sérieusement endommagé. Il est réparé à Belfast du 21 décembre 1941 au 3 février 1942 et embarque les Albacores des 818 et 820 escadrons et les chasseurs Grumman Martlet du 888 escadron.

### Eastern Fleet
Assigné à la Eastern Fleet dans l'océan Indien au début de l'année 1942, le Formidable participe à la bataille de Madagascar.

### OpérationTorch
Le Formidable participe ensuite à l'opération Torch en Afrique du Nord.

### OpérationsGoodwood
Le Formidable fait plusieurs attaques sur le cuirassé allemand Tirpitz en Norvège à la mi-1944 dans le cadre de la Home Fleet (Goodwood).

### British Pacific Fleet
Affecté à la British Pacific Fleet en 1945, il apporte notamment son soutien lors de la bataille d'Okinawa. Le navire est utilisé pour rapatrier les prisonniers de guerre libérés et soldats alliés après la capitulation du Japon.
Il est vendu à la ferraille en 1953.

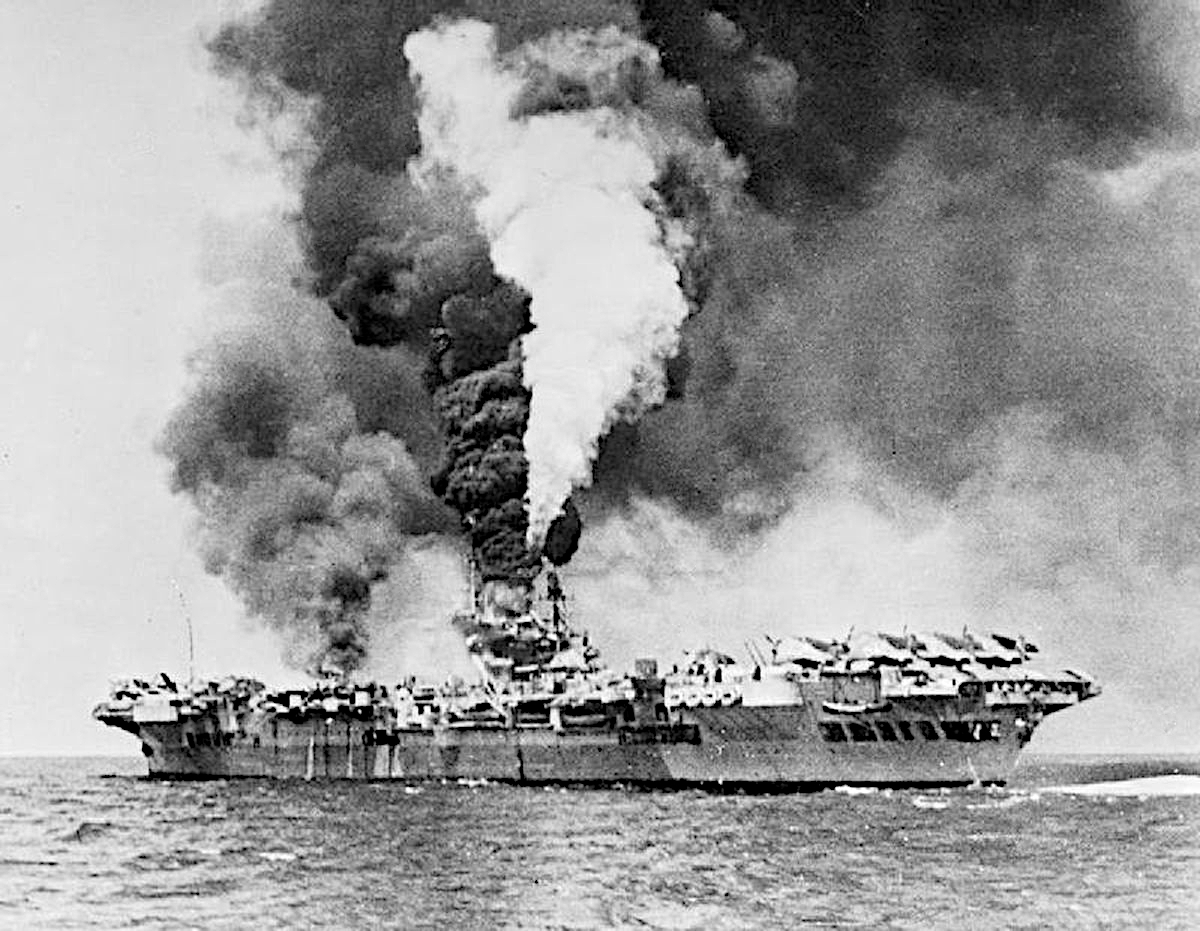
Le Formidable en feu après une attaque d'un kamikaze.